# Pațkovîci, Starîi Sambir
Pațkovîci (în ucraineană Пацьковичі) este un sat în comuna Drozdovîci din raionul Starîi Sambir, regiunea Liov, Ucraina.

## Demografie
Componența lingvistică a localității Pațkovîci
     Ucraineană (100%)
Conform recensământului din 2001, toată populația localității Pațkovîci era vorbitoare de ucraineană (100%).